# Eumecocera gleneoides
Eumecocera gleneoides är en skalbaggsart som först beskrevs av J. Linsley Gressitt 1935.  Eumecocera gleneoides ingår i släktet Eumecocera och familjen långhorningar. Inga underarter finns listade i Catalogue of Life.